# Thomery
Thomery település Franciaországban, Seine-et-Marne megyében. Lakosainak száma 3417 fő (2022. január 1.). Thomery Avon, Champagne-sur-Seine, Fontainebleau, Samoreau és Moret-Loing-et-Orvanne községekkel határos.

## Népesség
A település népessége az elmúlt években az alábbi módon változott:
| Lakosok száma | 3468 | 3502 | 3601 | 3467 | 3444 | 3420 | 3419 | 3411 | 3417 |
|               | 2013 | 2015 | 2016 | 2017 | 2018 | 2019 | 2020 | 2021 | 2022 |